# Provincia de Conchucos
Provincia de Conchucos fue una provincia que surgió como partido del departamento de Huaylas en 1821, y desapareció el 21 de febrero de 1861, al crearse sobre la base de ella las provincias de Pomabamba y Pallasca.
La provincia tuvo dos subdivisiones: Conchucos Alto, con capital en Huari; y Conchucos Bajo con capital en Piscobamba, este pueblo también fue capital de la provincia durante toda su existencia, a excepción del año 1834, cuando fue reemplazado provisionalmente por Sihuas.

## Breve evolución histórica
- El 12 de febrero se crea el departamento de Huaylas con los partidos de Cajatambo, Conchucos, Huamalíes, Huánuco y Huaylas; con su presidente de departamento, Toribio de Luzuriaga y Mejía, que residirá en Huarás.

- Por carta que dirige Toribio de Luzuriaga a José de San Martín y Matorras, se sabe que  la dilatada y extensa provincia de Conchucos , de localidad áspera y quebrada y de mucha población se divide en dos partes: el Alto nombrado de Huari compuesto por las doctrinas de Chavín, San Marcos, Huari, Uco, Llamellín, Chacas, San Luis y Piscobamba; y el bajo nombrado de Conchucos, con las de Pomabamba, Corongo, Llapo, Tauca, Cabana, Apallasca y Sihuas, para cuyo gobierno he nombrado provisionalmente a D. Francisco Borja Rodríguez, en marzo de 1821.[3]

- Desde el 4 de noviembre de 1823 la provincia de Conchucos integra el departamento de Huánuco.
- A partir de 13 de septiembre de 1825, es parte del departamento de Junín.
- En acta del 6 de setiembre de 1826, Piscobamba aparece como capital de la provincia de Conchucos, del departamento de Junín.[4] En el pueblo de Piscobamba se reunieron 130 delegados que votaron a favor del proyecto.
- Luis José Orbegozo, el 8 de agosto de 1834, designa capital provisional de la provincia de Conchucos al pueblo de Sihuas.[5]
- Con motivo de la guerra Chileno-peruana contra la Confederación Peruano-boliviana, desde la provincia de Conchucos, se desplazó un contingente armado de conchucanos a favor del 'protector' Santa Cruz; lo que creó zozobra en las huestes de Bulnes y Gamarra.[6]

## División geopolítica y desaparición
El presidente de la República del Perú,  Ramón Castilla, el 21 de febrero: sobre la base del territorio , población de la provincia de Conchucos, crea las provincias de Pallasca y de Pomabamba. El que presentó el proyecto de ley fue el diputado, natural de Corongo, Fernando de Bieytes. La provincia de Pallasca tenía como capital a Corongo y englobaba a los pueblos: La Pampa, Corongo, Llapo, Tauca, Huandoval, Pallasca, Pampas, Lacabamba, Puyali y Conchucos.

## Autoridades
Debido a lo extenso y agreste de su territorio, la provincia se subdividió en 2 administraciones con sendos gobernadores, los cuales estaban adscritos al gobernador intendente de toda la provincia quien residía en Huari.

### Gobernadores intendentes de Conchucos
La capitalidad de toda la provincia recayó en los pueblos de Piscobamba y Huari, siendo este último el que la mantendría debido a su mejor inteconexión con Huaraz.
- Francisco Borja Rodríguez (1821-1822). Nombrado por Toribio de Luzuriaga.
- José Esparza (1823-1828). Militar, comandante general de caballería de Conchucos. Nombrado por San Martín y renovado en el cargo por Simón Bolívar en 1824.[7]
- Francisco Aráoz de La Madrid (1835-1837). Militar argentino, oficial del Ejército del Norte. Prócer de la Independencia de Argentina y del Perú. Como coronel, participó a las órdenes de Manuel Belgrano, José de San Martín y Simón Bolívar. Falleció en Chacas mientras ocupaba el cargo.

#### Subprefectos de Conchucos Bajo
Con capital en los pueblos de Sihuas y Piscobamba.
- Francisco de Borja Rodríguez (1825-1827).[8]
- Pedro Cisneros (1833-1835).

#### Subprefectos de Conchucos Alto o Huari
Con capital en el pueblo de Huari
- Miguel Rincón y Rodríguez de la Roca (1821-1823)
- Francisco de Amez y Amezcaray(1824-1825). Militar y funcionario español destacado a Chacas en 1810. Fue gobernador de Conchucos Alto, juez delegado y alcalde de Chacas durante la década de 1820.[9]
- José de Esparza (1826-1828).[8]
- José Vidal y Villanueva (1829-1830).[10]
- Miguel Rincón y Rodríguez de la Roca (1833-1835)
- José de Iriarte (1835-1837). [10]
- Manuel Fernando Rincón de Aranda (1850-1855)